# Brycinus schoutedeni
Brycinus schoutedeni és una espècie de peix pertanyent a la família dels alèstids.
Pot arribar a fer 22 cm de llargària màxima.
És un peix d'aigua dolça, pelàgic i de clima tropical (22 °C-27 °C).
Es troba a Àfrica: els rius costaners del Gabon, el Camerun i la república del Congo.
És inofensiu per als humans.